# Fosse no 13 - 13 bis du Groupe de Béthune
La fosse no 13 - 13 bis du Groupe de Béthune est un ancien charbonnage du Bassin minier du Nord-Pas-de-Calais, situé à Sains-en-Gohelle. Les Compagnies des mines de Nœux et de Béthune sont nationalisées en 1946, et intègrent le Groupe de Béthune. Le siège de concentration est commencé à partir de 1947. Un terril conique no 55 est établi à l'ouest de la fosse. Il n'y a pas de cités construites, puisque celles situées aux alentours suffisent amplement.
Le compartiment no 13-1 est équipé à l'origine, le no 13-2 l'est en 1960. Le puits no 13 bis assure uniquement l'aérage. La fosse produit 40 % des charbons du Groupe, ces derniers sont triés au lavoir de Mazingarbe. L'extraction cesse le 24 mars 1972. Le puits no 13 est remblayé en 1972 et son chevalement est réinstallé par-dessus le puits de la fosse no 9 des mines de l'Escarpelle à Roost-Warendin. Le puits no 13 bis est remblayé en 1981. Le terril est exploité.
Au début du XXIe siècle, Charbonnages de France matérialise les têtes des puits nos 13 et 13 bis. Plusieurs bâtiments, ainsi que le dépôt d'explosifs, ont été conservés, le carreau de fosse est reconverti en zone d'activités. L'exploitation du terril s'achève vers 2010.

## La fosse

### Fonçage
Les Compagnies des mines de Nœux et de Béthune sont nationalisées en 1946, et intègrent le Groupe de Béthune. Pour limiter les coûts, il est nécessaire de concentrer l'extraction de la multitude de fosses qui existent sur les concessions. Deux puits d'un diamètre de 6,65 mètres sont entrepris à partir de 1947 à Sains-en-Gohelle, près des limites avec Hersin-Coupigny.
Le puits d'aérage no 13 bis est établi à 90 mètres au nord-nord-est du puits no 13. Ce dernier possède deux compartiments, mais seul le no 13-1 est équipé pour l'exploitation à 800 mètres de profondeur.

### Exploitation
Le puits no 13 bis n'a jamais assuré que l'aérage. Il a toujours conservé son chevalement de fonçage. Le compartiment no 13-2 est équipé pour l'extraction en 1960. Le chevalement est en conséquence doté de deux nouvelles molettes. La fosse remonte 40 % de la production du Groupe de Béthune. Le charbon est envoyé au lavoir de Mazingarbe pour être trié. Deux mineurs décèdent lors d'un accident le 20 juin 1968.
L'extraction cesse le 24 mars 1972. Le puits no 13 profond 851 mètres est remblayé en 1972. Le chevalement du puits no 13 est démonté et réinstallé à la fosse no 9 des mines de l'Escarpelle à Roost-Warendin. Le puits no 13 bis, profond de 609 mètres, est remblayé en 1981.

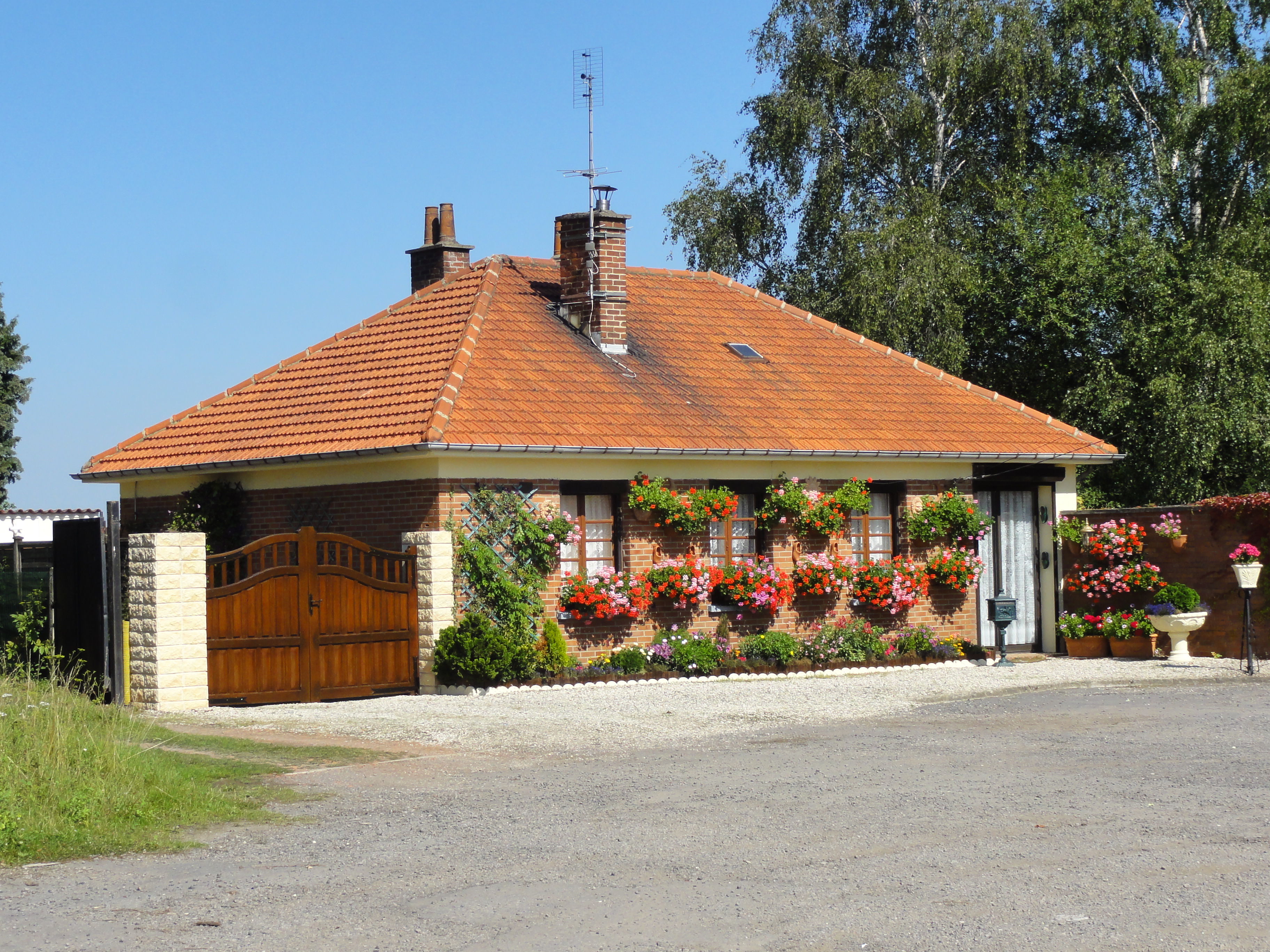
Le logement du concierge.
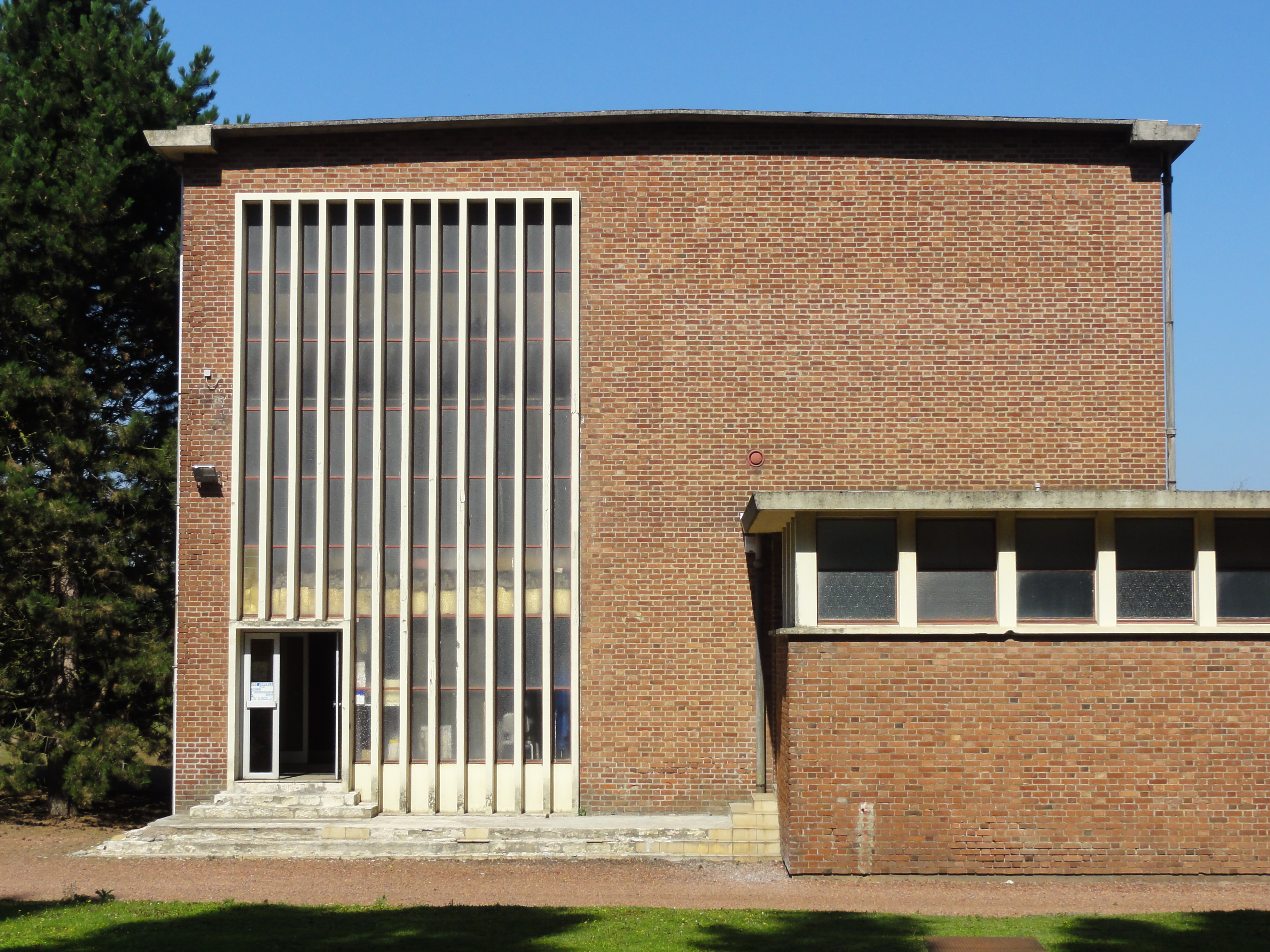
Les bains-douches.
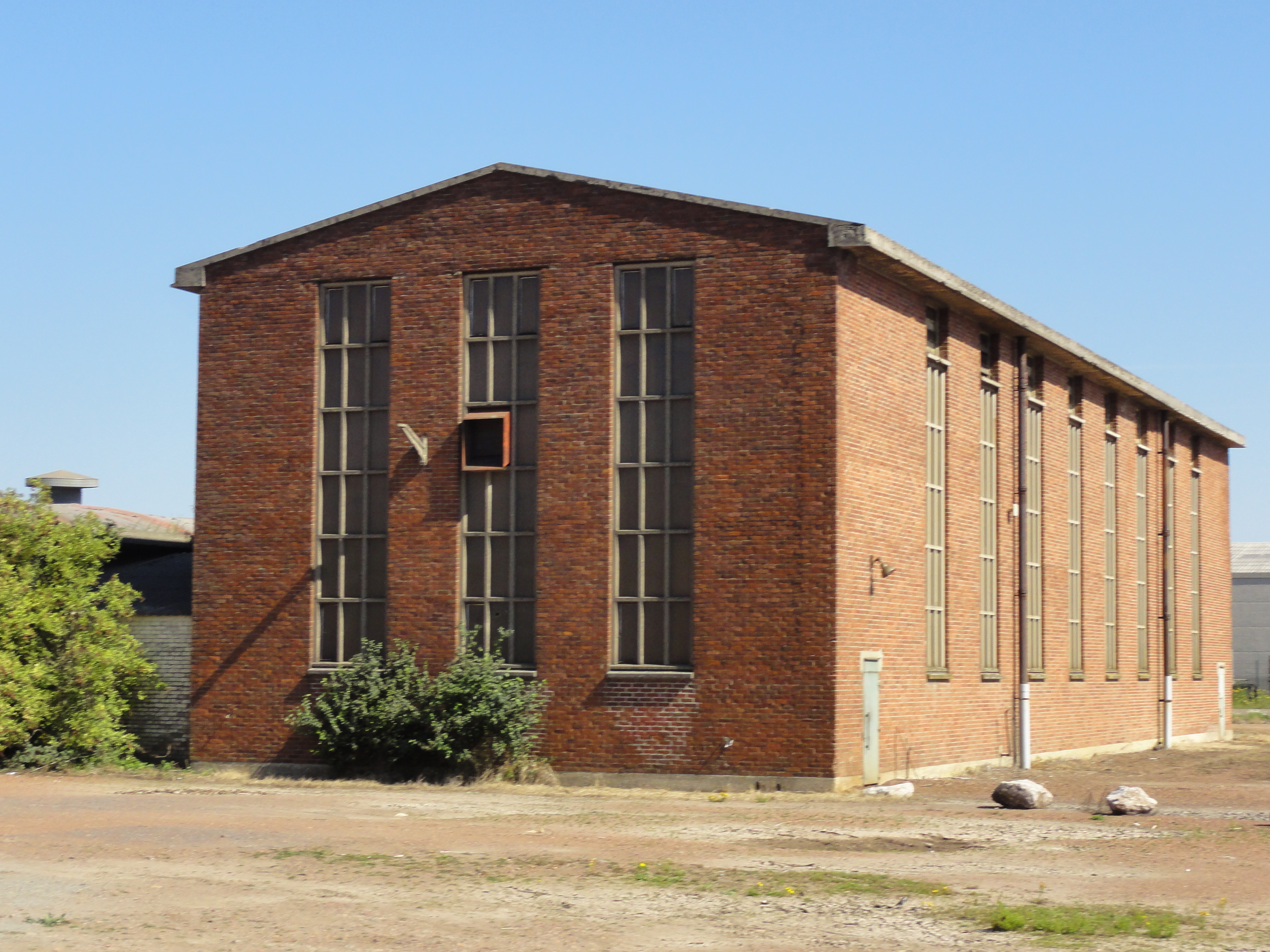
La lampisterie.
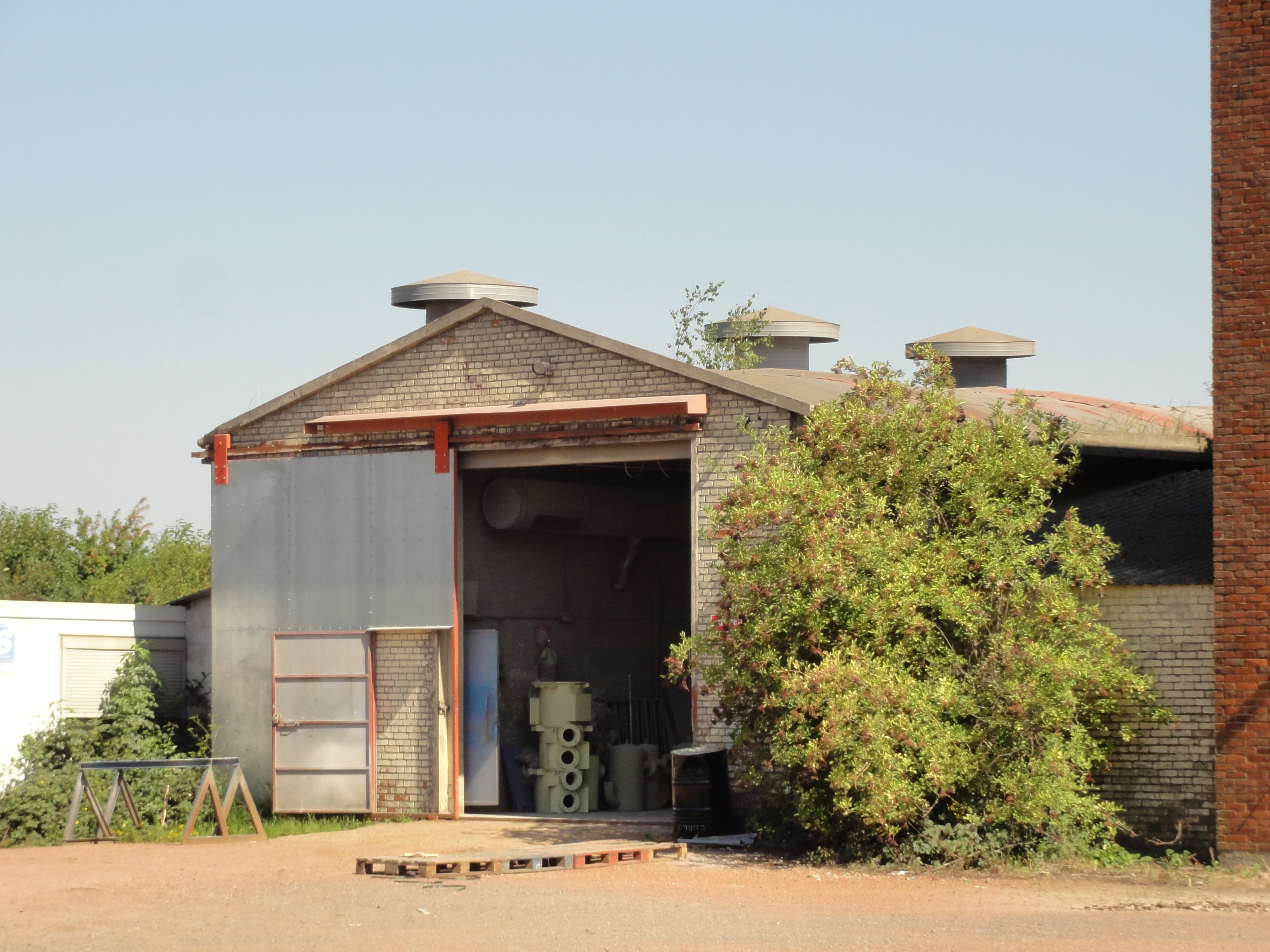
La chaufferie.
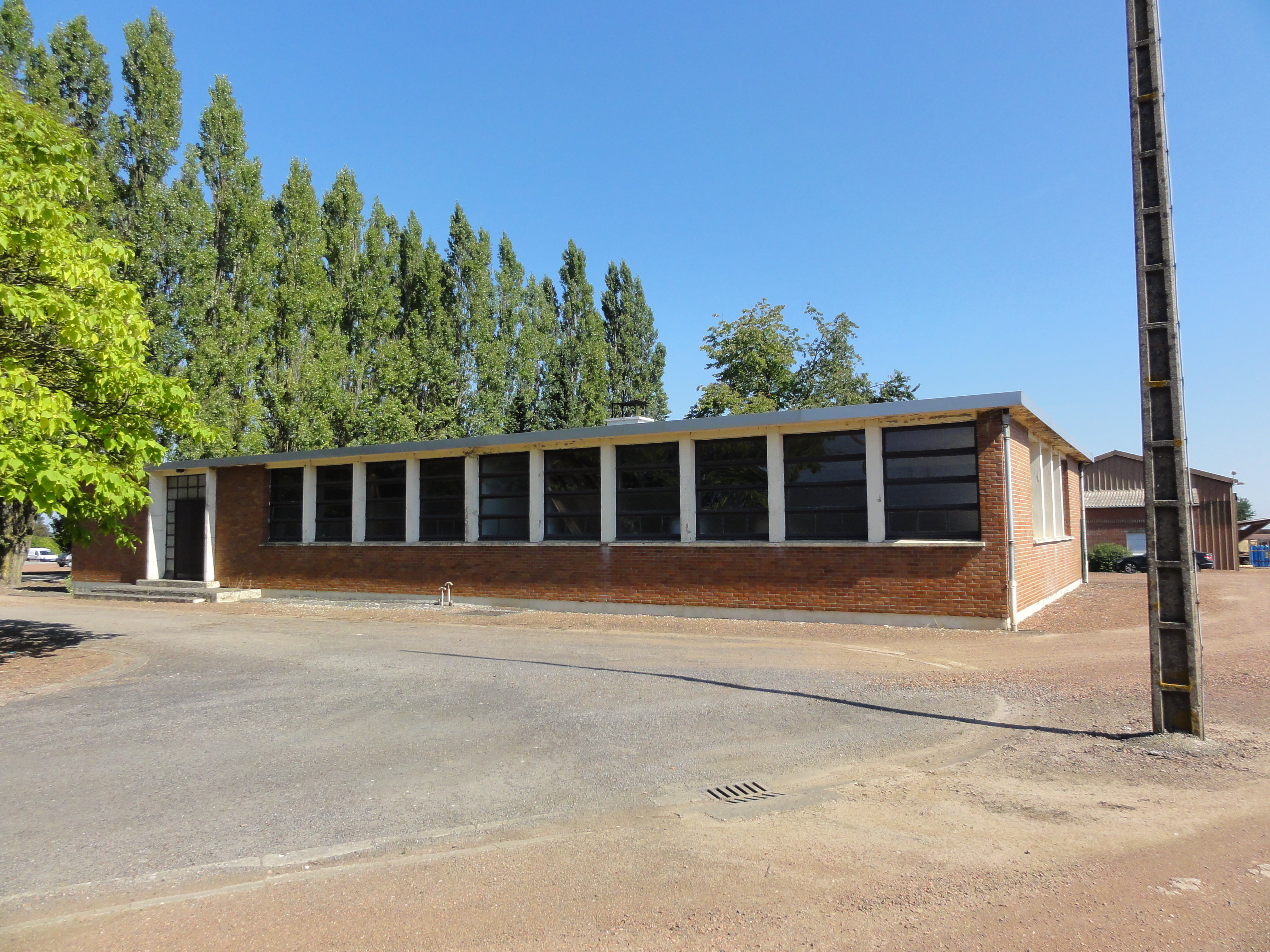
Les bureaux.
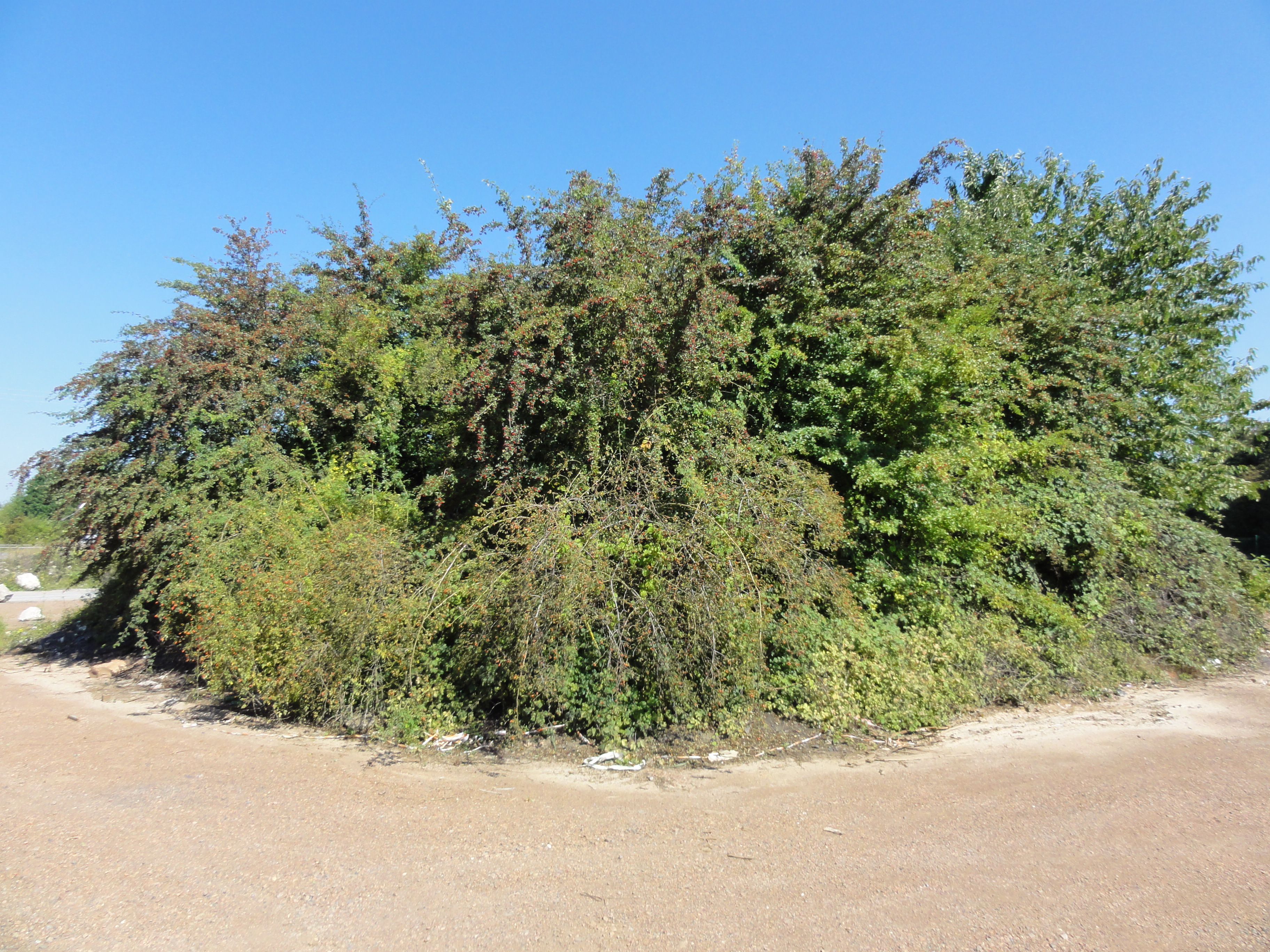
Le dépôt d'explosifs.

### Reconversion
Le carreau de fosse est occupé par une zone d'activités. Au début du XXIe siècle, Charbonnages de France matérialise les têtes des puits nos 13 et 13 bis. Le BRGM y effectue des inspections chaque année. Bien que la partie extractive ait été détruite, il subsiste de nombreux bâtiments : les bureaux, la chaufferie, la lampisterie, les bains-douches, le logement du concierge et le dépôt d'explosif,.

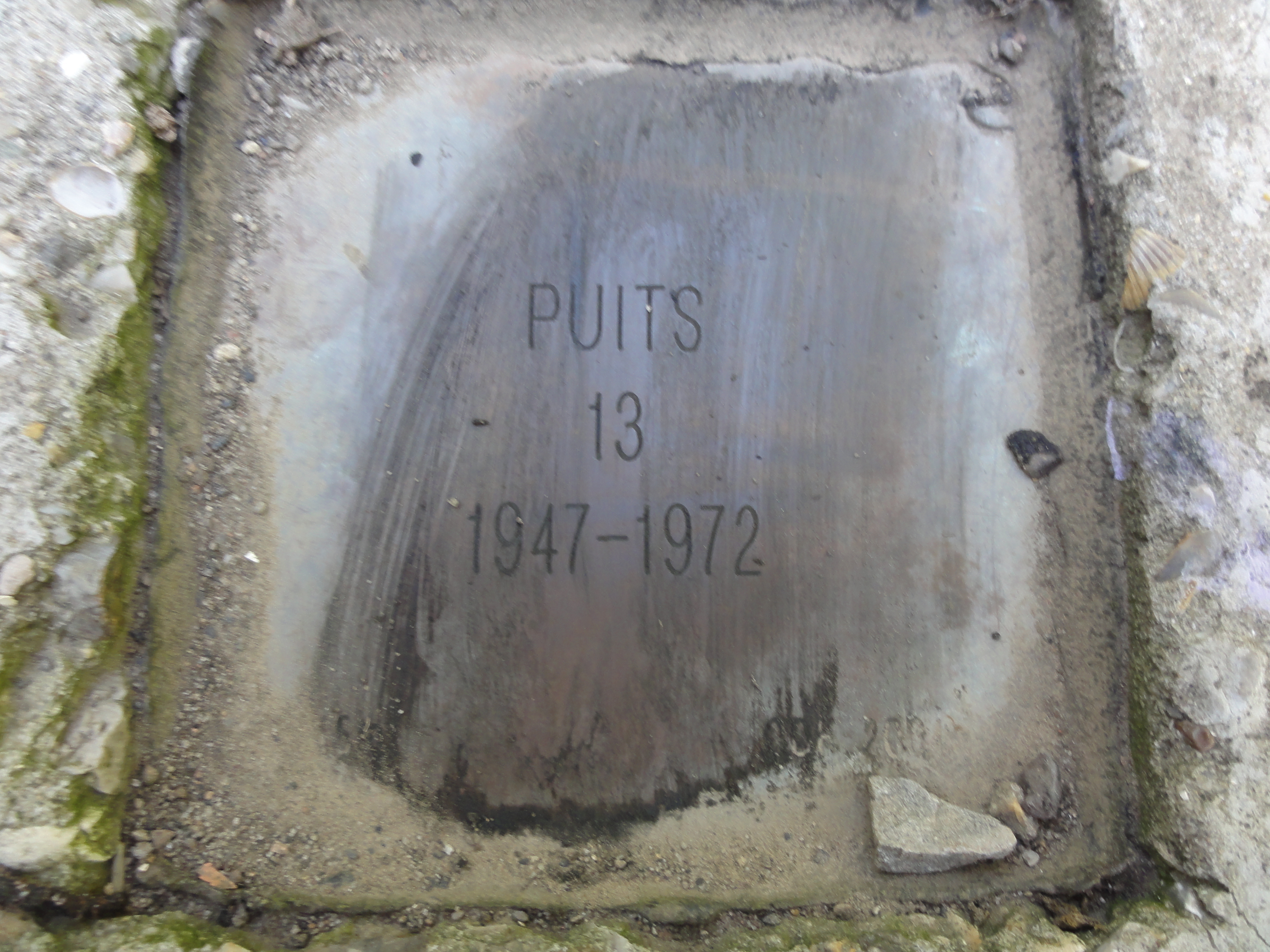
Puits no 13, 1947 - 1972.
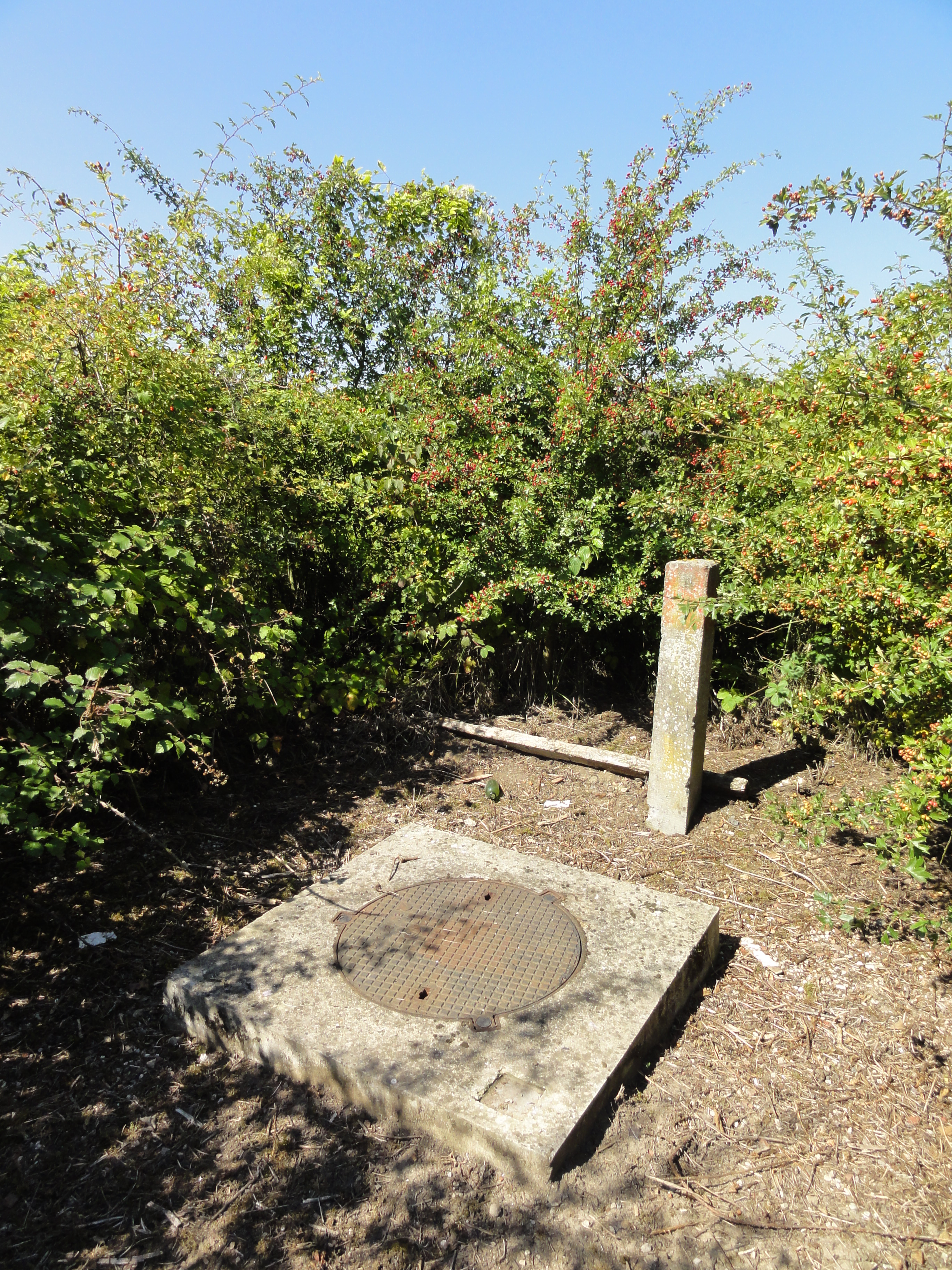
Le puits no 13 dans son environnement.
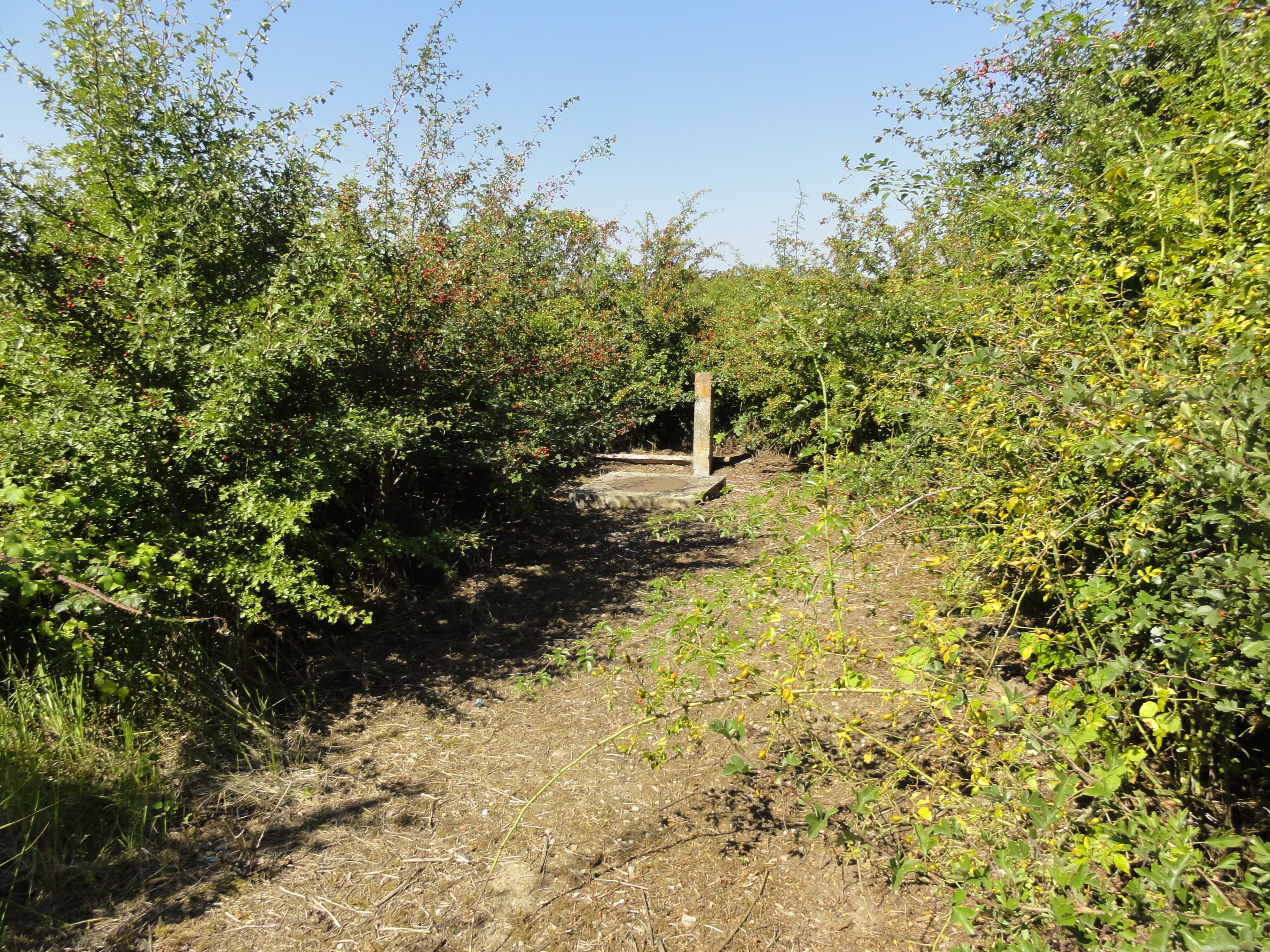
Le puits no 13 dans son environnement.
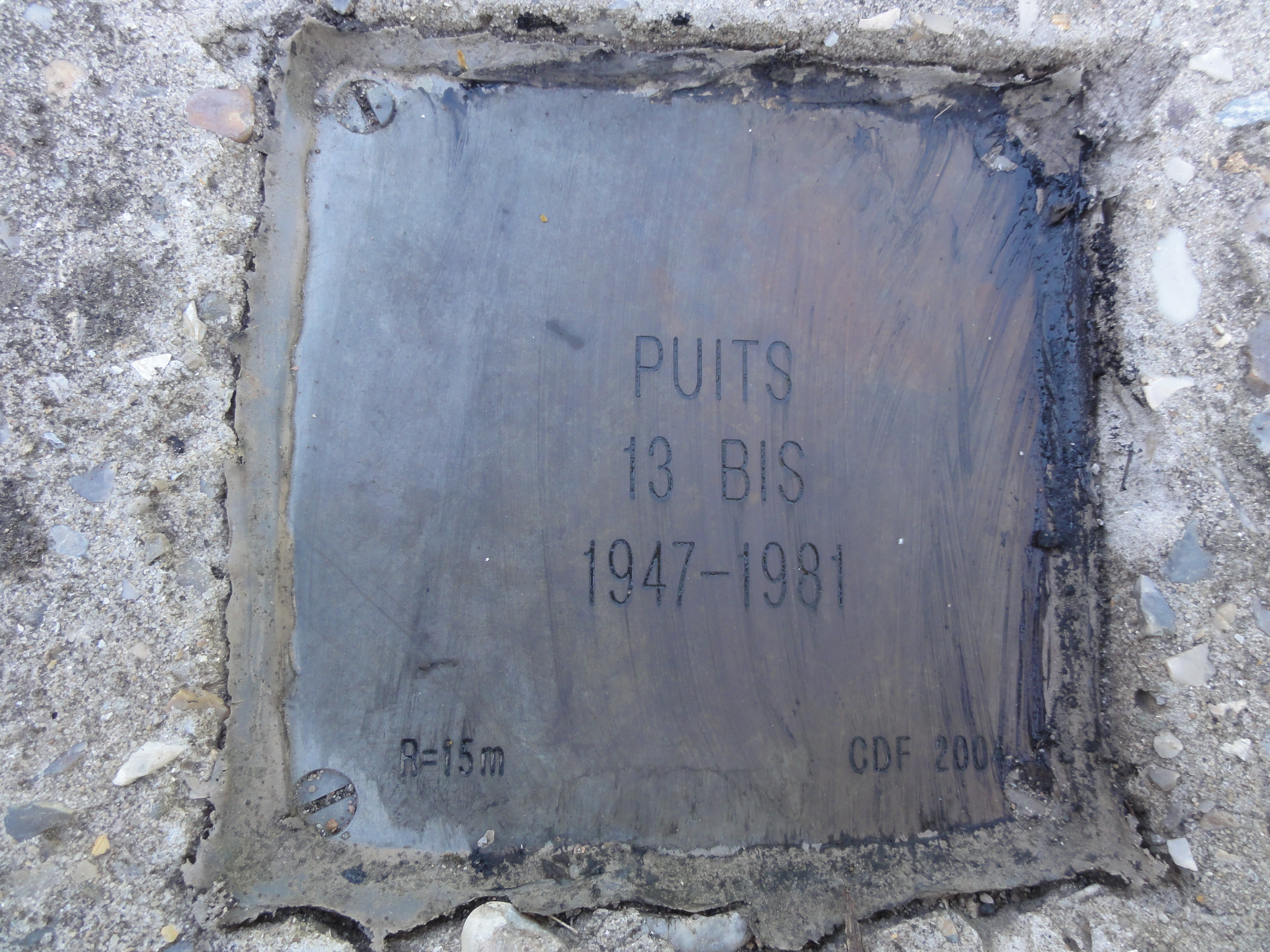
Puits no 13 bis, 1947 - 1981.
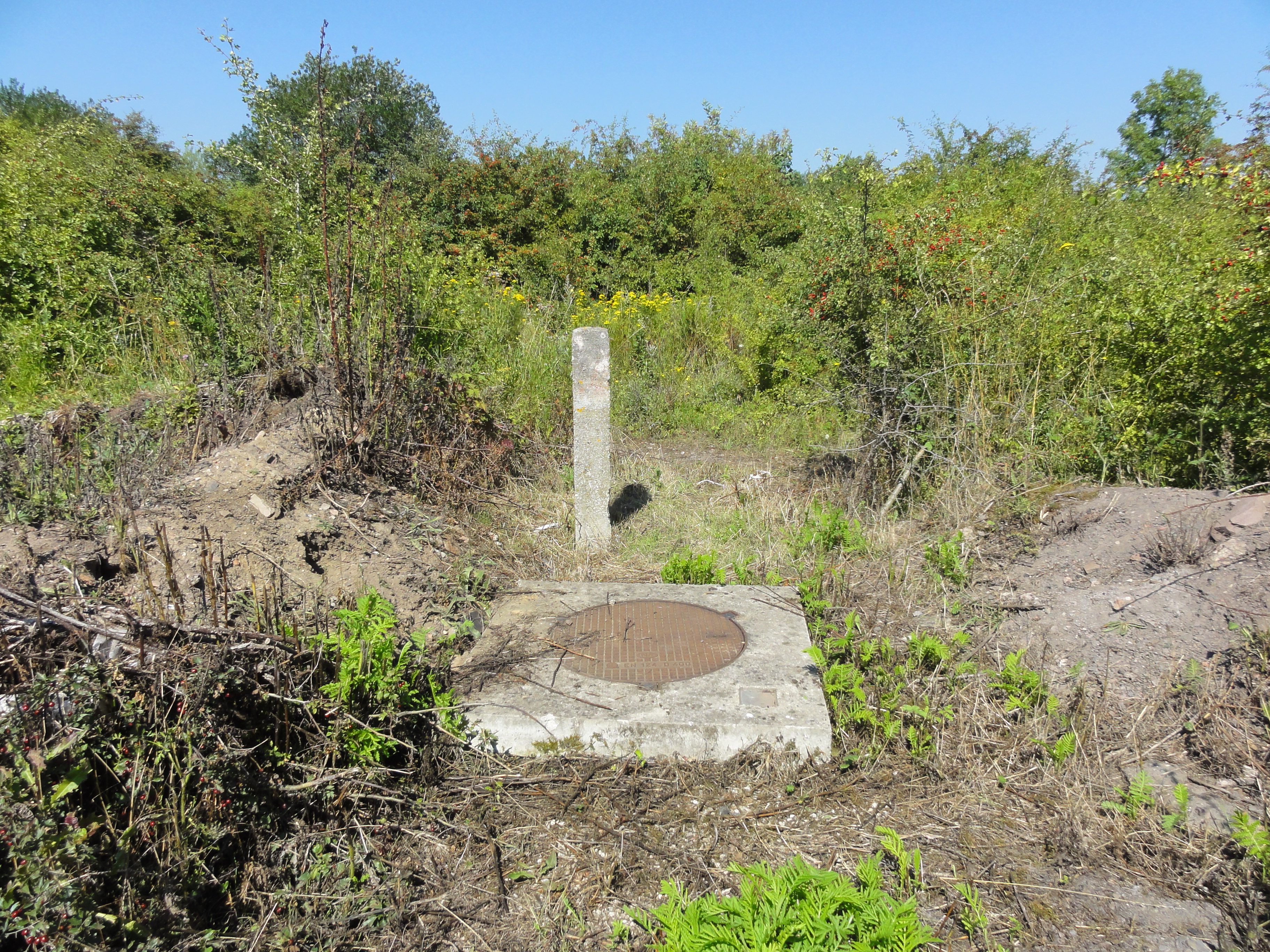
Le puits no 13 bis dans son environnement.
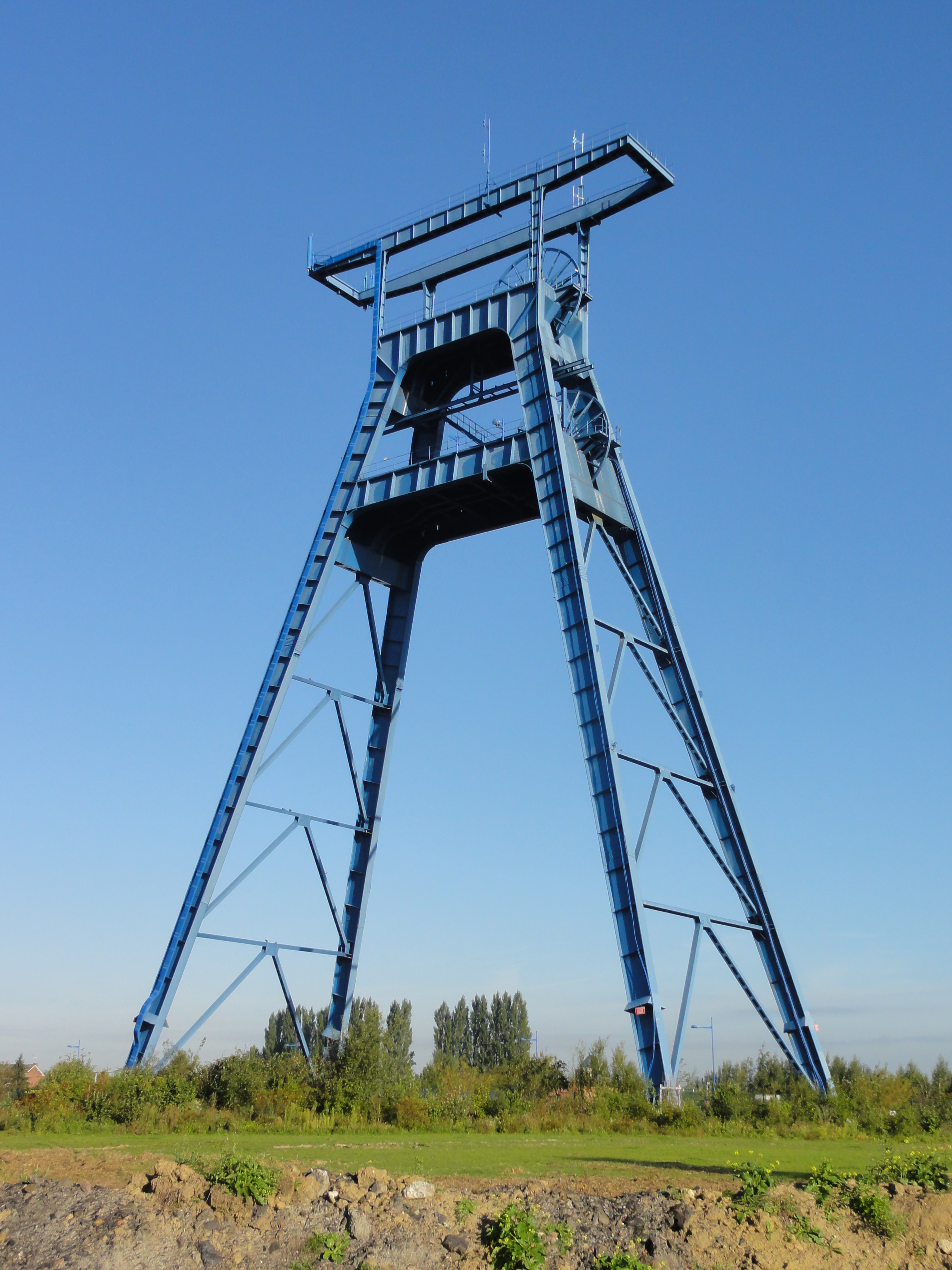
Le chevalement par-dessus le puits de la fosse no 9, en 2011.

## Le terril
50° 26′ 58″ N, 2° 40′ 01″ E

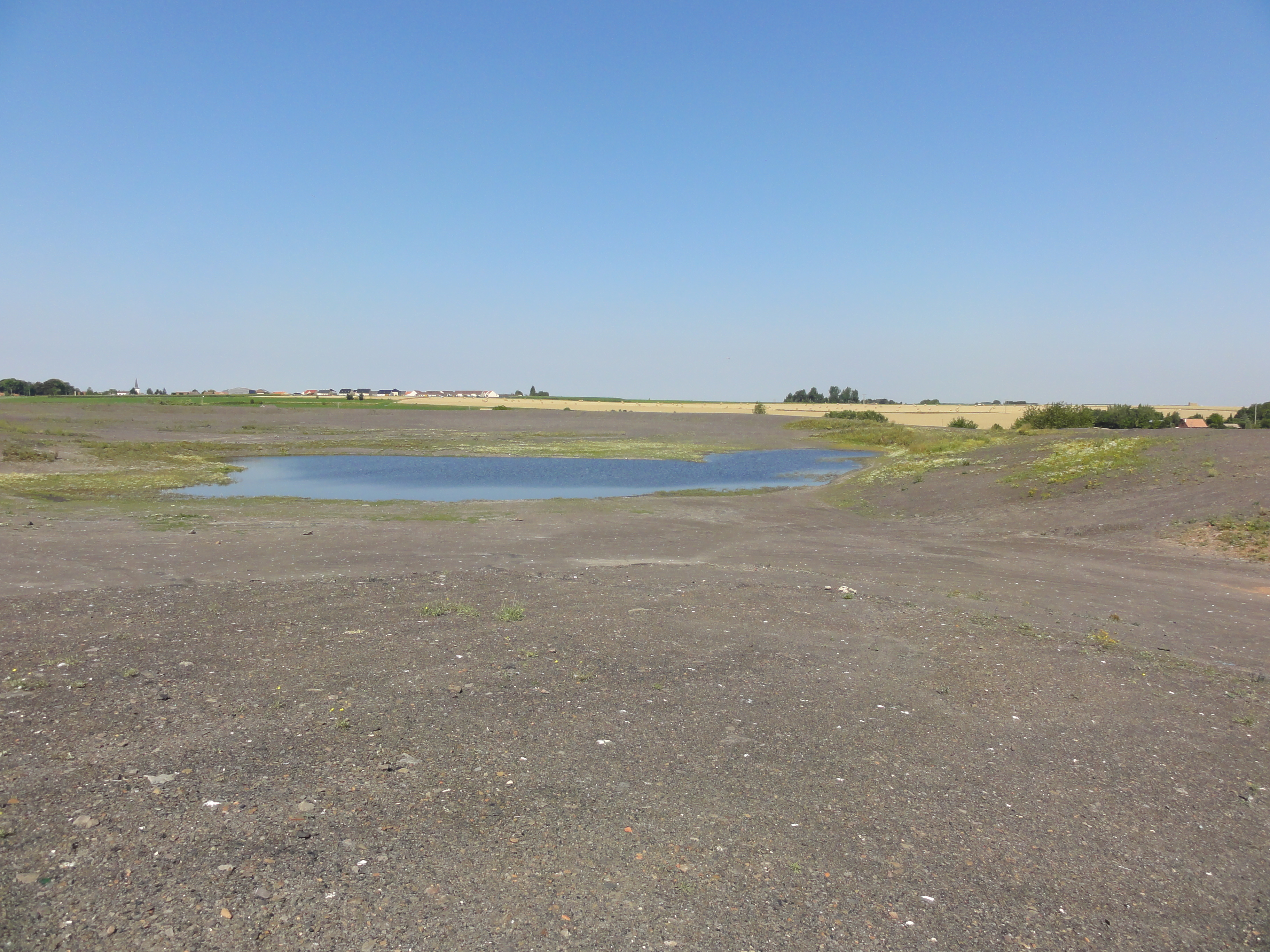
Le terril 13 de Nœux.

Le terril no 55, 13 de Nœux, situé à Hersin-Coupigny, a été alimenté par la fosse no 13 - 13 bis ouverte après la Nationalisation à Sains-en-Gohelle. Il s'agit d'un terril conique haut de 58 mètres qui a été exploité, il n'en subsiste que la base,.